# علم معياري
في العلوم التطبيقية ، العلم المعياري هو نوع من المعلومات التي يتم تطويرها أو تقديمها أو تفسيرها بناءً على تفضيل مفترض ، عادة ما يكون غير معلن ، لنتائج أو سياسة أو فئة معينة من السياسات أو النتائج. العلم العادي أو التقليدي لا يفترض تفضيل السياسة ، ولكن العلم المعياري ، بحكم تعريفه يفعل ذلك. ومن الأمثلة الشائعة على تفضيلات سياسة الحجج التي تفيد بأن النظم الإيكولوجية البكر أفضل من الأنواع التي تم تغييرها من قبل الإنسان ، وأن الأنواع المحلية أفضل من الأنواع غير الأصلية ، وأن التنوع البيولوجي الأعلى مفضل على انخفاض التنوع البيولوجي.
بعبارات فلسفية أكثر عمومية ، العلم المعياري هو شكل من أشكال الاستقصاء ، يشتمل عادةً على مجتمع من الاستقصاء ومجموعة متراكمة من المعرفة المؤقتة التي تسعى إلى اكتشاف طرق جيدة لتحقيق الغايات المدركة٬ الأهداف والأغراض. تدور الكثير من النقاشات السياسية حول الحجج التي سيتم اختيارها حول «الطرق الجيدة» الكثيرة. على سبيل المثال ، عند تقديمها كمعلومات علمية ، فإن الكلمات مثل صحة النظام الإيكولوجي والسلامة البيولوجية والتدهور البيئي هي عادة أمثلة على العلوم المعيارية لأنها تفترض مسبقًا تفضيلًا لسياسة ما وبالتالي فهي نوع من الدعوة لسياسة .